# Виларинью (Санту-Тирсу)
Виларинью (порт. Vilarinho) — населённый пункт и район в Португалии, входит в округ Порту. Является составной частью муниципалитета Санту-Тирсу. Находится в составе крупной городской агломерации Большой Порту. По старому административному делению входил в провинцию Дору-Литорал. Входит в экономико-статистический субрегион Аве, который входит в Северный регион. Население составляет 4036 человек на 2001 год. Занимает площадь 5,70 км².